# جورج إتش. بيكر
جورج إتش. بيكر هو سياسي أمريكي، ولد في نوفمبر 1859 في بريسكوت ‏ في كندا، وتوفي في 23 ديسمبر 1928 في بورتلاند في الولايات المتحدة. نشط حزبياً في الحزب الجمهوري. وقد انتخب عضو مجلس ولاية واشنطن ‏.